# 타이완 순환 고속공로
타이완 순환 고속공로(중국어 간체자: 台湾地区环线高速公路) 또는 타이완 환선 고속공로는 타이완을 순환하는 도로로 제안된 중화인민공화국의 고속도로이다.  중국국가고속공로망의 제G99호 고속공로로 지정되어 있으나 실존하지는 않는다. 중화인민공화국 정부가 타이완성 지역에 계획해놓은 도로로, 타이완이 중화민국의 관할에 있기 때문에 자국의 지배가 미치지 못하여, 실제로는 존재하지 않고 서류상으로만 존재하는 고속도로이다.

## 노선
타이완 순환 고속공로로 제안된 노선은 아래와 같다.
- 타이베이시(台北) - 타이중시(台中) - 타이난시(台南) - 가오슝시(高雄) - 타이둥현(台东) - 화롄현(花莲) - 이란현(宜蘭) - 지룽시(基隆) - 타이베이시(台北)[2]

타이완 순환 고속공로의 노선에 대응되는 타이완의 일반 국도 및 타이완 성도는 아래와 같다.
- 중산 고속공로 (타이베이시~가오슝시)
- 타이완 성도 제1호선 (가오슝시~팡산향)
- 타이완 성도 제9호선 (팡산향~뤄둥진)
- 베이이 고속공로 (뤄둥진~타이베이시)[3]